# Entsorgungswirtschaft
Als Entsorgungswirtschaft wird jene Wirtschaftssparte bezeichnet, deren Tätigkeit die Entsorgung von Abfällen verschiedener Art ist.
Während die Müllentsorgung vor allem der Beseitigung von Haus- und Sondermüll dient und meist kommunal geregelt ist, sind privatwirtschaftliche Entsorgungsunternehmen auch mit der Wiederverwertung (Recycling) der im Abfall enthaltenen Rohstoffe befasst. Sie machen durch die wachsende Bedeutung der Nachhaltigkeit einen zunehmenden Anteil der Rohstoffwirtschaft aus.
Die Verfahren und Tätigkeiten zur Beseitigung oder Verwertung von Abfällen sind sehr vielfältig. Großteils unterliegen sie  gesetzlichen Regelungen, was den Umweltschutz (Emissionen, Erregen von Lärm und Gerüchen etc.) betrifft. Streng geregelt ist auch die endgültige Lagerung unverwertbarer Abfälle auf Deponien; ihre Verbringung ins Ausland ist in vielen Industriestaaten bereits verboten, aber oft noch Bestandteil der Schattenwirtschaft.